# Adalbert Gurath Jr.
Adalbert Gurath (ur. 28 kwietnia 1942 w Klużu-Napoce) – rumuński szermierz. 
Reprezentant kraju podczas igrzysk olimpijskich w 1960 w Rzymie. Na igrzyskach uczestniczył w turnieju indywidualnym szpadzistów, w którym dotarł ćwierćfinału.
Jego ojciec Adalbert Gurath senior również był szermierzem, uczestnikiem igrzsk olimpijskich w 1952 w Helsinkach.